# Art chinois contemporain
L'art chinois contemporain se distingue de l'art chinois moderne au cours des années 1979-1984, après la révolution culturelle (1966-1976), dans le cadre politique et social mouvementé de l'histoire de la Chine contemporaine.
- Au sens large actuel du mot « art », l'art chinois contemporain[2] recouvre l'ensemble des arts de culture chinoise dans le monde chinois et la diaspora.
- Au sens restreint, il peut ne désigner que les arts visuels.

En parlant d'« art chinois contemporain » plutôt que d'« art contemporain chinois », on met l'accent sur la composante proprement chinoise, plutôt que sur l'appartenance à une culture mondialisée contemporaine.

## Présentation générale

### De l'art moderne à l'art contemporain
- Gravures sur bois des années 1930. Œuvres visibles au Musée d'Art national de Chine à Pékin.

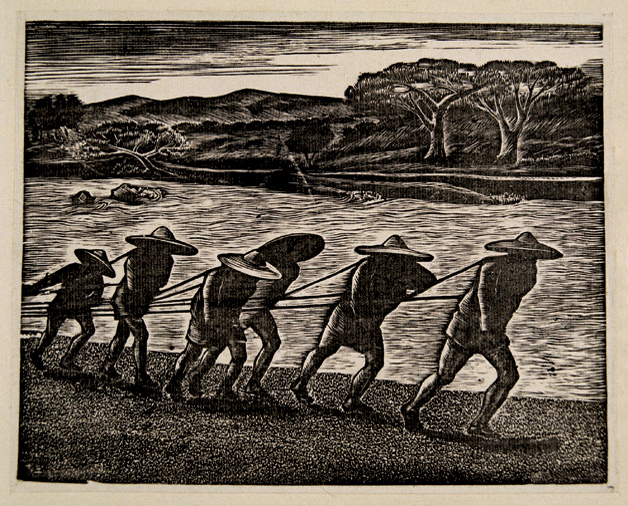
Luo Qingzhen, En remontant le courant, 12.9×16,3 cm, 1935.
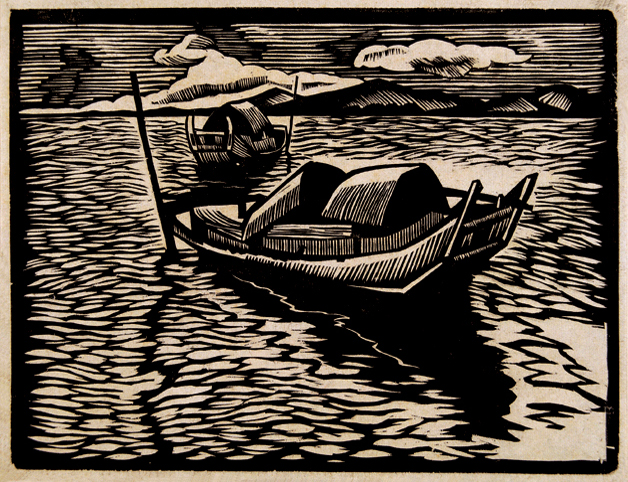
He Baitao, Le petit bateau, 16.6×21,5 cm, 1935.
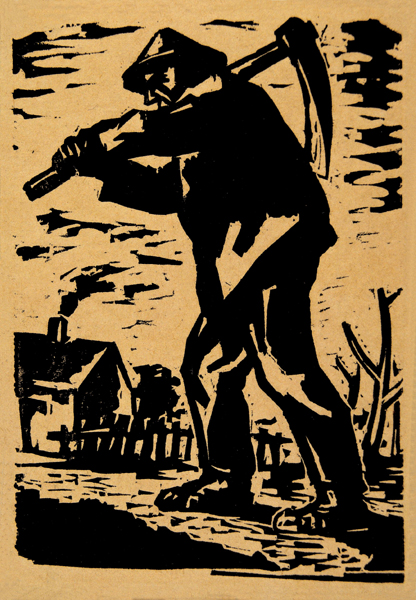
Wang Liangjian, Fermier, 16.6×21,5 cm, 1939.
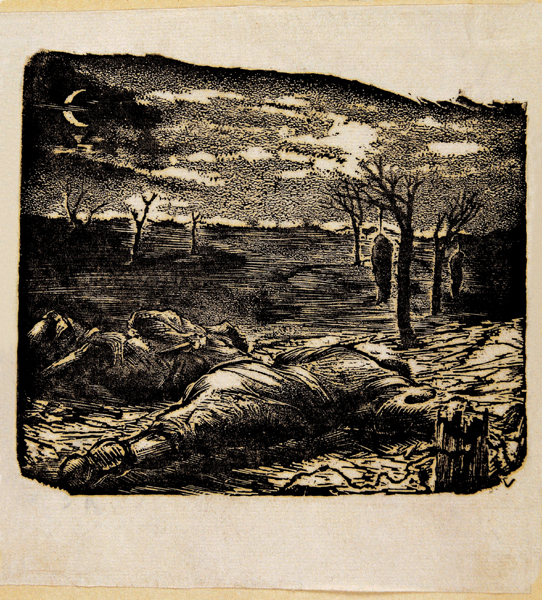
WanTisi, Aimerait mourir en pleine nature, 10.6×12,1 cm, 1940

L’art chinois du début du XXe siècle est d'abord marqué, avec l'abdication du dernier empereur mandchou en 1912, par les tentatives de construction de la société sur de nouvelles bases. Les lettrés ont tout fait pour cette rupture mais, dorénavant, sans examens impériaux et donc sans emploi, ils doivent s'inventer, ils se muent en « intellectuels ». Dans le domaine des arts visuels, faisant rupture avec la longue tradition de la peinture chinoise, l'initiative revient à un jeune élève, Liu Haisu (1898-1994). Il fonde, en 1914, une Académie shanghaienne de peinture nationale où de jeunes artistes pourront découvrir la gouache, l'huile, la toile… et le nu, qui fait tout de suite scandale. On y pratique aussi la peinture en plein air et la co-éducation. L'académie shanghaienne inspirera les futures écoles des beaux-arts : à Pékin en 1918, à Suzhou, un Salon est ouvert et, en 1922, une Académie.
Les premiers moments de l'art moderne chinois témoignent de cette envie de tester tout ce qui est, d'un coup, possible. Les méthodes et les sujets « classiques » sont totalement revisités de manière nouvelle aussi. De nombreux jeunes artistes voyagent aux quatre coins du globe et, notamment, à Paris qui est alors considéré comme la capitale de la culture. Liu Haisu y séjourne de 1929 à 1932, Yan Wenliang de 1928 à 1931, et Xu Beihong de 1919 à 1927… Les revues occidentales servent à penser de nouvelles pratiques : c'est ce que fait Zao Wou-ki (Zhao Wuji) (né en 1920), alors brillant professeur à l'école des beaux-arts de Hangzhou.
La gravure sur bois, qui servait déjà pour l'impression des livres, est revisitée par Li Hua (né en 1907) en se référant à la gravure expressionniste et réaliste de Käthe Kollwitz (1867-1945). Il fondera le mouvement Lu Xun de gravure moderne qui sera largement influencé par le réalisme socialiste.
En 1949, l'instauration de la République populaire correspond à une mutation brutale imposée au nom de la « dictature démocratique du peuple », selon l'oxymore en usage à l'époque. Le « réalisme socialiste » sera imposé par Mao Zedong pendant sa longue période de pouvoir (1949-1976). C'est un « art de propagande » au service du parti communiste chinois. Il devient officiel et obligatoire, l'art ancien est rejeté. L'État acquiert également le monopole des manifestations au service du pays, et va mener une guerre contre les mouvements artistiques non officiels et les mouvements jugés « réactionnaires ». Pour cela, la période maoïste va employer un langage universellement compréhensible, faisant l'éloge du sens de la famille et de la communauté à travers des affiches privilégiant, par exemple, l'idéologie du bon soldat ou du bon paysan.
L’art contemporain chinois (qui se met en place dans les années 1979-1984) ne nie pas son passé, mais va de l’avant. À la suite du mouvement de réformes et d’ouverture du pays engagé par Deng Xiaoping au début des années 1980, à l’époque du « socialisme de marché », la Chine va s’ouvrir au monde et créer de nouveaux rapports avec le « monde occidental » si longtemps considéré comme un adversaire. La période de la Nouvelle Vague, de 1979 à 1989, est caractérisée par une liberté d'expression et une explosion créative. Des mouvements vont naître, tels que le Mouvement des Étoiles (Xingxing), Xiamen Dada et le Political Pop Art, dans un esprit révolutionnaire contre l'art officiel.

### Le Mouvement des Étoiles, pionniers de l'art contemporain en Chine
Septembre 1979, un petit groupe d’artistes autodidactes qui se baptise les Étoiles (Xing Xing) organise une exposition sauvage de leurs œuvres sur les grilles du Musée des Beaux-arts de Chine, faute d’autorisation. Il fallait oser : la Chine sort à peine de l’ère maoïste - avec la mort du Grand Timonier et l’élimination de la Bande des Quatre en 1976 - durant laquelle avait régné une conception de l’art « au service du peuple ». Pékin vit alors son « printemps » démocratique et Deng Xiaoping vient de lancer les réformes économiques et d’ouverture. Ses membres fondateurs sont Huang Rui, Ma Desheng, Wang Keping, Qu Leilei, Li Shuang...
Une étape importante de la diffusion de l'art contemporain chinois en France fut l'exposition « Magiciens de la terre », en 1989. Elle a permis de faire connaître les arts actuels non occidentaux, notamment d'Asie et d'Extrême-Orient. L'exposition présentait 101 artistes dont 3 artistes chinois, Yang Jiechang, Huang Yong Ping et Gu Dexin, qui faisaient partie de l’avant-garde chinoise dans les années 1980. C’est la première fois que des œuvres d’artistes chinois contemporains étaient présentées hors de leur pays natal : dans une interview à la revue Art Press, Huang Yong Ping déclarait ne jamais avoir exposé en dehors de Chine.

### Mouvements et diffusion internationale de l'art chinois contemporain
Les artistes chinois vont, dans un premier temps, participer à l'avant-garde chinoise. Dans un contexte géopolitique qui s'assouplit grâce à Deng Xiaoping mais qui, aussi, est marqué par les manifestations de la place Tian'anmen, synonymes de massacres et de violences contre les étudiants, des courants artistiques se forment :
- Le Xiamen Dada, mis en place par Huang Yong Ping, est un mouvement faisant le pont entre l'Occident et la Chine. Son nom vient de la ville d'origine de Huang Yong Ping et du mouvement dadaïste européen. Constitué d'un groupe d'artistes créé en 1986, son inspiration relève à la fois de Dada, du néo-dadaïsme et du taoïsme ; mouvement à caractère révolutionnaire, il est interdit par le gouvernement. L'œuvre qui traduit le plus l'idée de ce courant est la sculpture intitulée 100 Arms of Guan-Yin ; elle reprend la forme du porte-bouteilles de Duchamp, avec des centaines de bras armés d'objets. L'ensemble rappelle à la fois le travail dadaïste et le contexte de la Chine dans les années 1980, lors de la nouvelle vague.
- Le Political Pop Art est un mouvement mélangeant le style graphique du « réalisme socialiste » et les icônes publicitaires telles que Coca-Cola ou Rolex. Ce courant a comme figure de proue Wang Guangyi, artiste particulièrement connu pour ses tableaux de la série « Great Criticism », mettant en scène des ouvriers ou des soldats des propagandes maoïstes en les détournant aux côtés de noms de marques célèbres.

Ces deux mouvements vont tout d'abord inscrire l'art contemporain chinois dans un dialogue avec les autres cultures. Ils créent un lien entre l'art occidental et l'art chinois, mélangeant les influences et les significations, un art métissé.
Dans un second temps, l'art chinois va se faire connaitre et va participer à de nombreuses expositions ou manifestations telles que, en Europe, « Magiciens de la terre » en 1989, « Alors, la Chine ? » en 2003 ainsi que les biennales de Venise. En 1999, la Biennale de Venise accueille une cinquantaine d'artistes chinois et marque un essor sans précédent de la scène artistique chinoise. En 2003, l'exposition, très critiquée, « Alors, la Chine ? » au centre Pompidou de Paris confirme cette tendance qui rend difficile l'appréciation des œuvres d'art contemporain chinois, souvent surévaluées du fait de l'engouement circonstanciel pour la Chine à travers le monde entier. Depuis quelques années, l'art contemporain chinois est devenu un des investissements financiers qui attire tant les Chinois de l'intérieur que ceux de la diaspora.
- L'encre expérimentale correspond à un nouveau courant artistique, un phénomène spécifique à l'âge de globalisation ou la standardisation culturelle s'intensifie.

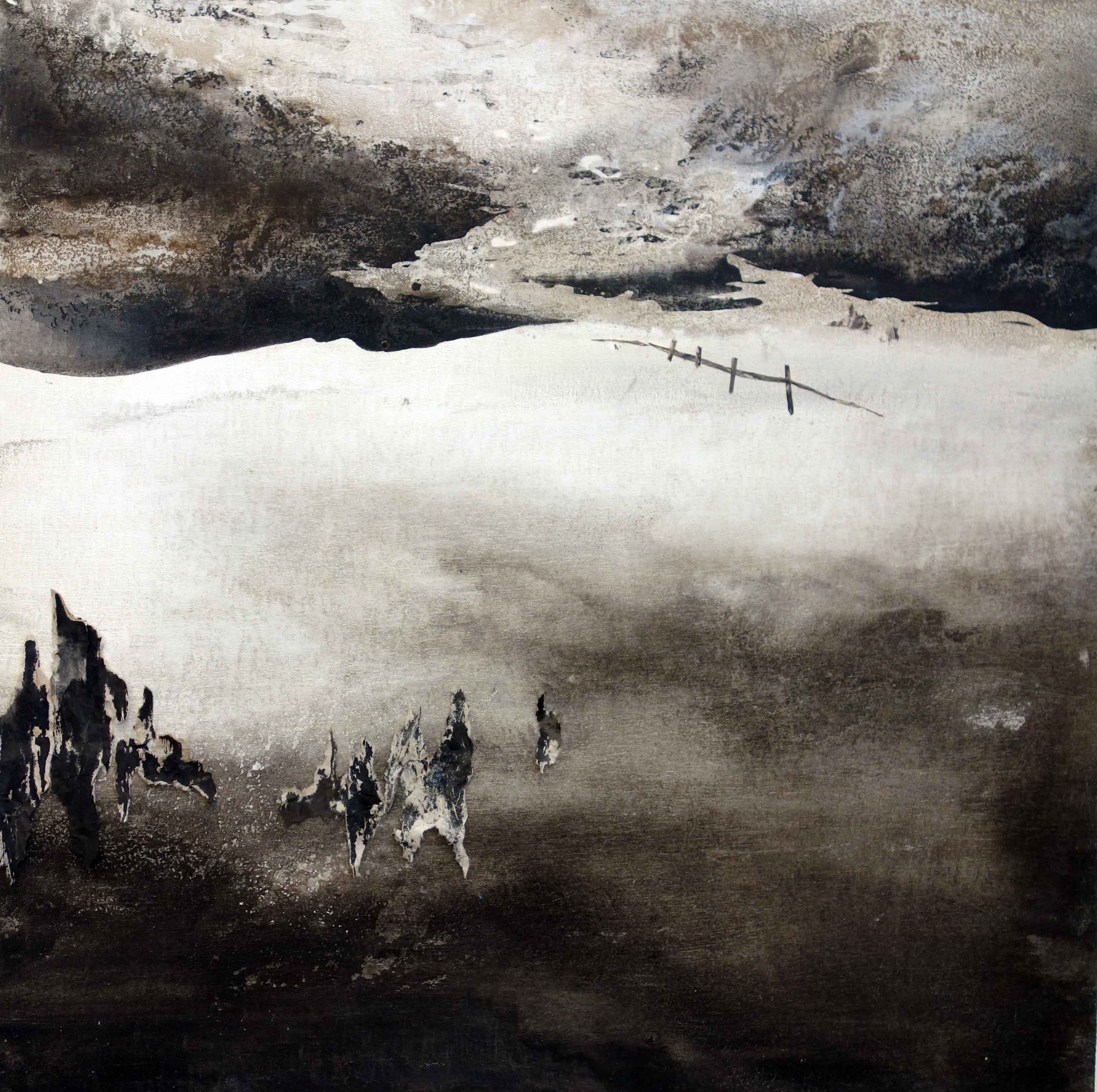
Li Chevalier / Encre expérimentale sur toile « Paradis interdit » 150/150 cm.

Face à l'introduction massive de pratiques artistiques dont le système de référence est entièrement occidental, des questionnements sur la survie de l'encre de Chine dans son rapport avec le monde et la tradition se multiplient, accompagnés d'inquiétude mais aussi d'une volonté de réforme. Depuis les années 1990, pour la sauvegarde de ce langage symbolique de l'Orient, de nombreuses tentatives d'expérimentation audacieuses apparaissent débouchant sur une diversité de pratiques sous différentes appellations. Jamais l'art de l'encre n'a connu un tel bouleversement aussi bien sur le plan plastique que sur celui de la représentation symbolique. De l'encre abstraite des peintres Zhang Yu et Tan Ping, en passant par l'encre semi-abstraite de l'artiste franco-chinoise Li Chevalier qui exploite l'héritage d'une "grande image sans forme", et jusqu'aux "encres expressionnistes" de Wang Chuan et Zheng Lan hui qui tissent le lien entre encre et calligraphie, une véritable révolution a eu lieu. On parle ainsi d'encre conceptuelle, d'encre photographique, d'encre dans le film d'animation.
Des manifestations autour de l'art de l'encre "embrasent" la Chine depuis 2012. Sous la direction du curateur et critique d'art, Peng Feng, de grandes expositions itinérantes ont eu lieu sur le thème de l' "Encre destructurée", en particulier au Shanghai Duolun Museum of Modern Art – Duolun MOMA, au MoCA de Pékin et à la biennale de l'art de l'encre de Taïwan.

### Artistes chinois exilés
Cette diffusion et cette évolution de l'art chinois contemporain ont été favorisées par la diaspora qui s'est renforcée lors de l'exil d'artistes durant le printemps de Pékin. Une nouvelle diaspora émerge dans les années 1980-1990.
Ainsi le couple Huang Yong Ping et Shen Yuan, exilés en France, allient dans leur travail leur culture chinoise et l'art contemporain occidental. Ils ne se considèrent pas comme des artistes chinois, mais plutôt comme des artistes contemporains, ce qui pose la question des différences culturelles ou de leur négation dans les œuvres de ces artistes. Ceux-ci, par exemple, utilisent des animaux (poissons, insectes…) comme matière pour leur œuvre. Cette démarche déclenche rapidement une polémique sur les droits et sur le respect des animaux du point de vue occidental alors que, dans la culture chinoise, les animaux et la nature sont considérés comme des choses.
Li Chevalier est aussi exilée en France dans les années 1980. Elle était enfant durant la révolution culturelle. Recrutée à l'âge de 15 ans par l'armée chinoise dont elle est démobilisée 5 ans après, elle s'engage dans des mouvements intellectuels centrés sur les idées humanistes qui avaient embrasé la Chine (1979-1983). L'homme et son aliénation était au centre des débats et constituait un outil critique de l'éthique politique d'une Chine traumatisée par les drames historiques; ce mouvement intellectuel fut interrompu à la fin de 1983 à la suite du lancement d'un contre-mouvement intitulé "anti-pollution spirituelle". Li Chevalier quitte, alors, la Chine. Elle soutient son DEA de philosophique politique à Sciences Po Paris en 1990, puis voyage en Europe : Florence, Paris, Londres. Alors que l'art contemporain chinois de ces années se tourne vers les formules inspirées du Pop art et du Surréalisme, Li Chevalier fait le choix d'un retour vers ce qui fait la singularité de l'Extrême-Orient, proposant une peinture à l'encre de Chine, mais sur toile, dans l'esprit expérimental propre aux pratiques artistiques occidentales d'avant-garde. L'artiste nomade propose aussi un art hybride sur ses toiles et dans ses installations multimédia. Elle joue, aujourd'hui, un rôle actif comme trait d'union entre son pays natal et sa patrie adoptive. Deux tableaux majeurs de l'artiste figurent depuis 2011 dans la collection de l'Ambassade de France en Chine, côtoyant les œuvres de Zao Wou-Ki et Chu Teh-Chun.
Autre exemple : Cai Guo-Qiang, artiste qui travaille sur la question du métissage et de la traduction de l’autre. Une de ses œuvres, intitulée Head on, se réfère à un moment historique marquant de l’histoire contemporaine, le mur de Berlin. C’est un fait politique et culturel localisé mais ayant une portée universelle dans la culture mondialisée que Cai Guo-Qiang met en avant, ouvrant la possibilité d’interprétations nouvelles et différentes. Son œuvre met en scène une meute de 99 loups venant dans un même et unique élan s’écraser sur une vitre de verre transparent. L'artiste nous place devant une situation inédite en employant la métaphore animale pour évoquer la situation complexe que le mur de Berlin a provoquée. Il est néanmoins difficile de comprendre cette installation sans les clefs historiques occidentales et les ressorts symboliques chinois.

### Apparition de nouvelles problématiques
Les artistes contemporains exilés d'origine chinoise conçoivent leurs œuvres avec une part tirée de leur culture et de leur philosophie et une part tirée de leurs nouveaux lieux de vie. Ainsi ce qui s'exprime par la dénonciation, ou qui sollicite une compréhension, pose aussi, pour les artistes chinois des problèmes de traduction, avec la volonté de faire un art contemporain véritablement « planétaire ». L’art chinois contemporain peut apporter aussi un tout autre regard sur le monde actuel notamment grâce à sa longue histoire culturelle.
L'art chinois contemporain se présente comme un art hybride, un mélange de cultures et ceci devient particulièrement aigu depuis l’ouverture de la Chine sur le monde, et par le travail des exilés pendant la période maoïste ou depuis le printemps de Pékin. De nouveaux points de vue apparaissent, comportant des éléments des deux cultures, chinoise et occidentale. Cet art porte en lui-même, de manière explosive, des éléments de la culture occidentale, dont ceux qui montrent son enracinement dans la « suprématie » de l'Occident, et des éléments de la culture chinoise, dont certains évoquent, par exemple, son attachement traditionnel à certaines formes de spiritualité et à une forte symbiose avec l’environnement naturel.
La culture occidentale et la culture chinoise entretiennent des relations binaires. Une des caractéristiques principales des artistes chinois contemporains consiste à instaurer, par leurs pratiques, un dialogue à travers des événements importants à l'échelle mondiale ou à rendre visibles des confrontations des deux cultures afin de créer un choc.
Cette problématique des frictions entre cultures et de mixité culturelle a été traitée par Huang Yong Ping dans son œuvre The History of Chinese Painting and the History of Modern Western Art Washed in the Washing Machine for Two Minutes dans laquelle deux livres, un livre chinois et un livre occidental, produisent, par leur mélange dans une machine à laver, une bouillie. La machine à laver fusionne les deux ouvrages plutôt que de leur laisser le temps de dialoguer. Le résultat des deux livres réduits en pâte à papier traduit la conséquence d’une union trop rapide entre les deux cultures, qui provoque la destruction des deux.
Les artistes chinois contemporains véhiculent dans leur travail de nombreuses conceptions spirituelles et symboliques rattachées au taoïsme ou au bouddhisme. C’est tout un pan de la culture chinoise très différente de l'occidentale. Mais la traduction du chinois n'est pas impossible et peut dépasser l'approche rationnelle des Occidentaux.

## Chronologie de l'art contemporain chinois

### Les débuts de l'art contemporain (1979-1984)
Pendant la révolution culturelle, dès 1973, un groupe de jeunes gens, regroupés autour du peintre Zhao Wenlian, se consacrèrent à des scènes simplement observées dans la nature et d'inspiration romantique ou impressionniste. Ils appelèrent plus tard le groupe No Name Painting Society (« Société de peinture sans nom ») et eurent une première exposition publique en 1979. Une petite exposition de reproductions de peintures impressionnistes se tint à Pékin en juin 1979. Après que la fin de la révolution culturelle eut été décrétée (en août 1977, mais en fait dès la mort de Mao et la purge du gang des Quatre en automne 1976), un souffle de liberté, que l'on peut qualifier d'art post-révolution culturelle, donna à des artistes institués comme Yuan Yuansheng le courage de mettre en question le dogme maoïste selon lequel le contenu (politique) détermine la forme. Il réussit à provoquer un débat autour de ses portraits de minorités, dans le nouvel aéroport de Pékin, avec leurs qualités formelles manifestes et où peu importe le contenu. Ce type de débat soulevé, mais de manière explicite par le professeur de peinture, formé à l'école française, Wu Guanzhong. Celui-ci provoqua un débat en 1979 dans la revue Meishu (« Art ») sur la possibilité de voir la beauté dans les formes et les matières naturelles. De fait le contenu (politique) se trouvait minimisé (un contenu sensible, voir « philosophique ») par rapport à la forme, jugée selon lui essentielle. Enfin plusieurs expositions non officielles firent parler d’elles, par les revues d’art.
Sur la question des valeurs formelles la première des expositions, le 1er avril, fut organisée par une société de photographie sous l’intitulé « Nature, Société et Homme », et la revue Art s'en fit immédiatement l'écho. Elle fut suivie par « Sans Nom » en juillet, puis par « Scar Art » (« Groupe cicatrice ») qui trouvait son inspiration dans une histoire en images, Maple, de Chen Yiming, Liu Yulian et Li Bin, publiée aussi en 1979, et qui revenait sur les souffrances endurées pendant la révolution culturelle. Le Groupe Cicatrice, au lieu de suivre le réalisme socialiste développa une forme nouvelle que l'on peut qualifier de réalisme critique, une peinture chargée d'émotion. Cependant il n'affrontait pas directement le régime. Un autre groupe se distingua aussi par une exposition non officielle, « Native Soil Art » (« Groupe Terre Natale »), qui utilisait la peinture réaliste à l'huile très proche de l'hyperréalisme occidental. Véritables prouesses techniques, de scènes d'intérieur ou de portrait en gros plan et souvent de minorités chinoises. Par exemple la série tibétaine de Chen Danqing.
Quant au Groupe des Étoiles, [Xingpai ou Xingxing], il affronta les autorités en septembre 1979. C'étaient des artistes amateurs, comme ceux du groupe Die Brücke de Dresde en 1905, bien décidés à s'exprimer librement par des moyens artistiques. Ils installèrent leur exposition dans la rue, à côté du bâtiment des expositions artistiques. Une sculpture de Wang Keping, Silence de 1979, en montre bien l'esprit. Elle utilise le départ de branches sur un tronc pour évoquer un visage avec deux grands yeux, l'un est taillé et poli, l'autre porte un « pansement », et la bouche grande ouverte est pleine du cœur de la branche même, tranchée net. Cette exposition est rapidement interdite. Mais les exposants protestent et organisent une manifestation, le 1er octobre, pour le 30e anniversaire de la République populaire.
Les années 1980 vont être marquées, sur ce modèle, par une forte mobilisation politique des artistes chinois d'avant-garde. En 1983-1984, la campagne, lancée par le département de la propagande du PC, de lutte contre la « pollution spirituelle » importée du monde « bourgeois », de l'érotisme à l'existentialisme, provoqua un arrêt des débats sur la forme et un arrêt des expositions d'art occidental. Mais s'il bloquait temporairement le mouvement engagé il le radicalisait aussi.

### L'arrivée de la Nouvelle Vague (1985-1986) et de l'Avant-garde
Le mouvement artistique continua donc d'une part, avec la dénonciation de la 6e Exposition nationale des beaux-arts, qui reprenait de vieilles formules, et, d'autre part, avec l'exposition en mai 1985, à Pékin, des Artistes chinois jeunes et progressistes (avec en particulier Meng Luding et Zhang Qun qui revisitaient Salvador Dali en produisant une vision surréalisante d'Adam et Ève, le nu naturaliste étant étranger à la culture chinoise).
Au milieu des années 1980, toutes les informations sur les mouvements occidentaux « décadents » et interdits sont alors arrivées en Chine, soit sous forme de reproductions dans les revues (Tendances de la Pensée Artistique, Beaux Arts en Chine, Jiangsu Pictural…), soit sous forme d'expositions. Des centaines de textes théoriques ont été traduits. Tout ce qui s'était passé en un siècle déferlait. C'est alors que Rauschenberg eu l'éminent privilège d'être le premier artiste contemporain occidental à avoir une exposition monographique en Chine, et elle fut, qui plus est, de grande envergure, conçue et mise en espace par l'artiste. Les œuvres de Rauschenberg Overseas Culture Interchange, en novembre-décembre 1985 à la Galerie nationale, eurent un énorme impact contre les idées reçues et pour la créativité. Elles exposaient avec la plus évidente clarté l'arbitraire des limites entre les genres, entre peinture, photographie et sculpture. Et cela causait de l'excitation et souvent du trouble. Beaucoup, pris par surprise, en venaient à ne plus percevoir la distinction entre art et non-art…
Les débats furent relayés par des revues comme Beaux-arts en Chine (Zhongguo meishu bao) (de l'été 1985 à l'hiver 1989, 4 pages avec un tirage de 100 000 exemplaires) ou Beaux-arts Recherche (Meishu yanjiu, organe de l'Académie centrale des beaux-arts depuis janvier 1979). Les congrès permirent de préparer les expositions non officielles. Wang Du fait partie de cette nouvelle génération d'artistes, mieux informés, qui voulaient avoir une carrière internationale. Il arriva en France en 1990. Par ailleurs des contacts furent pris entre le commissaire d'exposition Jean-Hubert Martin et l'Avant-garde chinoise, et en mai 89 (pendant les manifestations de la place Tian'anmen) Huang Yong Ping, Gu Dexin et Yang Jiechang furent invités à représenter la Chine à l'exposition « Magiciens de la terre », au centre Pompidou. Le consultant pour la section chinoise de l'exposition étant Fei Dawei, critique d'art qui avait « lancé », en 1985, avec ses amis artistes les premières manifestations d'art contemporain de la Nouvelle Vague 85.
En 1989, l'« Exposition d'art moderne chinois » (appelée « China/Avant-garde » en anglais [« Zhongguo xiandai yishuzhan »]) fut d'une ampleur sans précédent. Elle rassembla 185 artistes des plus représentatifs de l'art contemporain à la Galerie nationale d'art. L'exposition débuta le 5 février 1989, et bien qu’elle eût à subir trois fermetures temporaires pour « raisons de sécurité », elle fut un extraordinaire « événement ». Pour accueillir les visiteurs on avait déployé sur le parvis d'immenses bandes de tapis noirs couverts de « demi-tour interdit » ! Un moment de très grande intensité, qui marqua aussi la fin de l'Avant-garde. Puis ce furent les manifestations de la place Tian'anmen, entre le 15 avril 1989 et le 4 juin 1989.
Des milliers d'artistes émigrèrent au cours de cette décennie et constituèrent une communauté d'artistes chinois d'outre-mer. Parmi ceux qui ont émigré ou qui vivent et travaillent en France on peut retenir de cette génération Yan Pei-Ming (né en 1960) arrivé en France en 1980, Li Chevalier (Shi Lan - née en 1961), arrivée en France en 1984, Wang Keping (né en 1949) et Li Shuang (né en 1957) en 1984, Chen Zhen (né en 1955) en 1986, Huang Yong Ping (né en 1954) et Jiang Jie-Chang (né en 1956) en 1989, Wang Du (né en 1956) en 1990, Ma Desheng (né en 1952) en 1991…

### La globalisation et le virage chinois (1990-2000)
S'il a fallu attendre 1992 pour qu'une exposition s'affiche comme relevant de l'« art contemporain », ce n'est qu'à partir de 1994 que les expressions « art contemporain » ou « art expérimental » deviennent systématiquement employées et que le nouvel art chinois est apparu aux yeux de l'Occident comme une partie de l'art contemporain international. Tandis que des milliers d'artistes avaient émigré depuis le milieu des années 1980, pour ceux qui « restaient », les opportunités d'exposition ou de travail temporaire à l'étranger se multipliaient, et le marché occidental de l'art contemporain chinois était lancé. Mais dorénavant entre les deux groupes, les artistes d'outre mer et ceux qui étaient restés il existait un fossé générationnel. Ensuite ces artistes émigrés ont conçu des projets en accord avec leur nouvel environnement et leur nouveau public, et participaient plus d'un art internationaliste que ceux qui étaient restés et s'exposaient épisodiquement sur la scène internationale. Revenus chez eux ils avaient tendance à contourner les interdictions qu'une exposition publique de leurs travaux auraient suscitées de la part des autorités et avec l'incompréhension du public chinois. Ceci justifia des expositions alternatives, programmées pour le monde de l'art expérimental chinois qui commençait à se constituer.
Sur ce dernier point, un débat surgit avec la question de l'usage du corps humain. Cette controverse est apparue à la fin des années 1990 et jusqu'au début des années 2000, en réaction à une série d'expositions non officielles. Elles apparurent, dans le contexte spécifique chinois, comme des actions dirigées contre tous les efforts que les autorités déployaient avec la participation de certains artistes pour « légaliser » l'art contemporain, et en prétendant rapprocher l'art contemporain du « public », le « populariser », lui retirer tout pouvoir de création expérimentale.
En 2002, on voit des textes critiques (Chen Lüsheng) se formuler à l'égard de ses performances et donner ainsi des arguments tout faits aux autorités pour condamner de telles pratiques. Elles commençaient d'ailleurs à disparaitre sans avoir attendu ces condamnations.

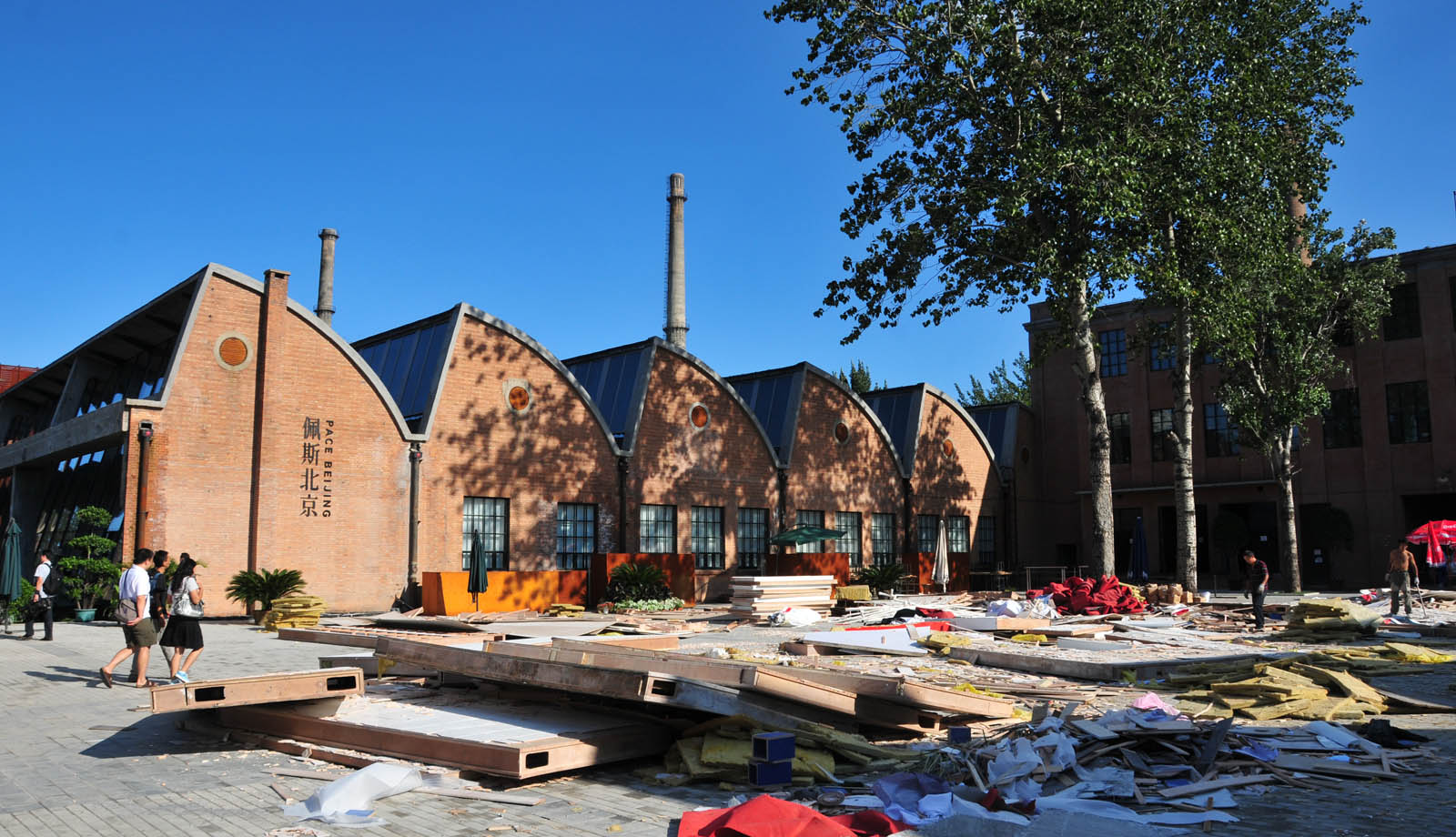
Vue extérieure dans la Zone 798, en 2008.

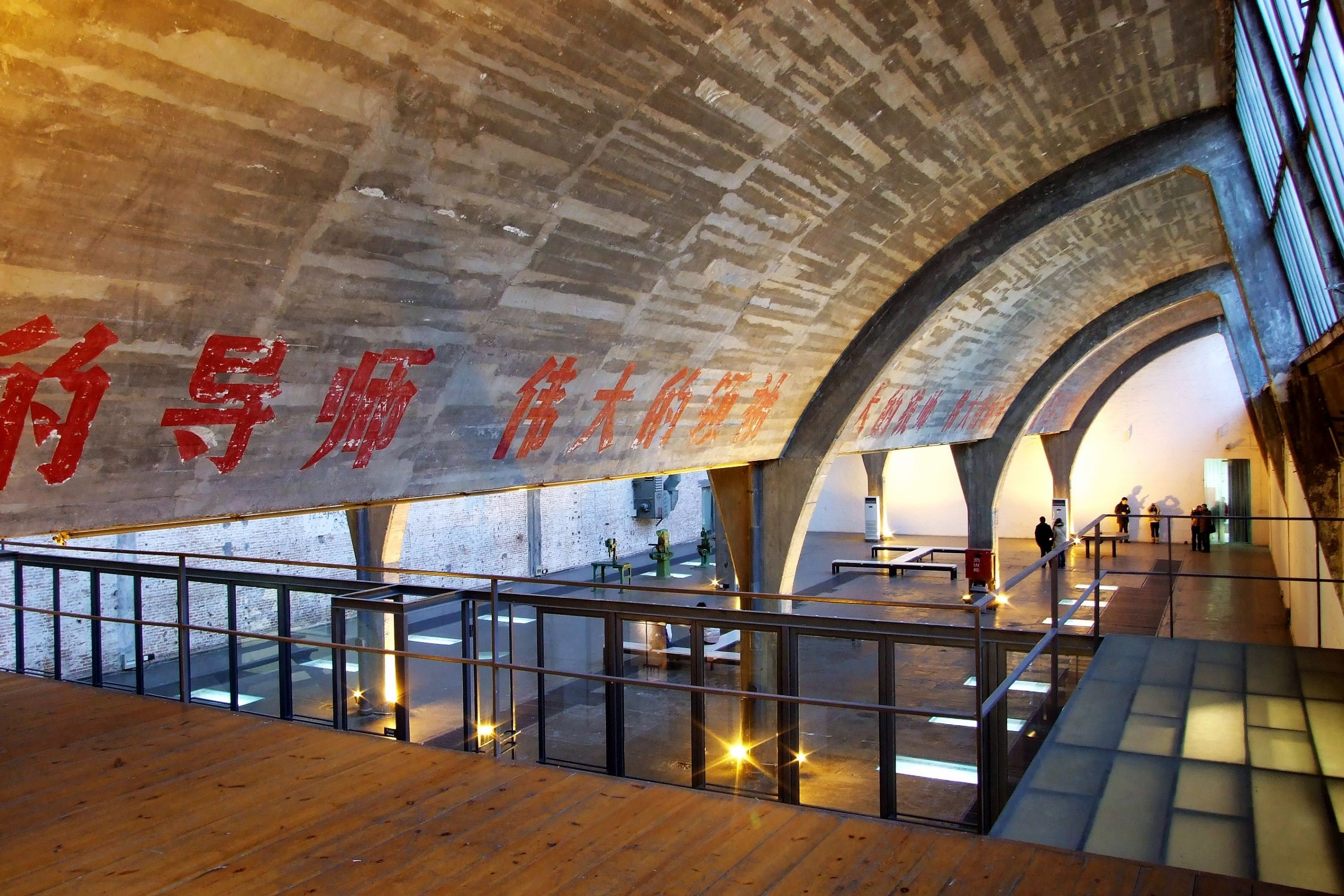
Un espace d'exposition d'art contemporain en 2009 dans la Zone 798, avec des slogans datant du Grand Bond en avant.

### L'entrée dans le nouveau millénaire (2000-2013)
- Les grandes expositions en Chine

Sur le territoire de la République populaire de Chine, l'exposition China/Avant-Garde qui est connu en chinois sous le titre de l'« Exposition d'art moderne chinois » de 1989 était une exposition non officielle encore marquée par son esprit critique, et ne représentant que des artistes chinois. La Troisième Biennale de Shanghai, en 2000, a marqué une rupture que les années suivantes ont confirmée. On était entré dans l'ère des méga-expositions. L'année 2005 fut, par exemple, marquée par au moins sept méga-expositions (biennales ou triennales): Chengdu, Guiyang, Guangzhou (2), Macao, Shenzhen et Pékin. Toutes ouvertes à la globalisation, aux formes venues de l'Occident (installations et multimédia) ou aux styles occidentaux en peinture comme en sculpture. Et alors que le gouvernement de la République populaire de Chine était plus ou moins hostile à l'art contemporain, il organisa l'exportation de l'art contemporain chinois dans le monde, après 2000.
On peut prendre deux exemples significatifs, « Living in time » (Berlin, 2001, 29 artistes) et « Alors la Chine ? » (Centre Pompidou, 2003, 50 artistes). Plus qu'une vitrine ces expositions témoignent de la formation du regard du public chinois dans de très nombreux nouveaux musées et autres espaces d'exposition plus ou moins informels :
- Shanghai Art Museum, MOCA Shanghai
- Guangdong Museum of Art
- He Xiangning Art Museum
- Art Museum in Shenzhen
- Les musées et centres d'art[N 4]

Dans le même temps de très nombreux musées d'art ancien ont été rénovés (en particulier le Musée national de Chine en 2003), participant à cet effort de pédagogie à grande échelle, et suscitant un réel intérêt dans la population pour la culture artistique et historique nationale et internationale, bien que la nouvelle vision de l'histoire (surtout celle du XXe siècle) construite par les historiens officiels en Chine reste à bien des égards problématiques aux yeux des autres historiens.
Le musée de Shenzhen a conçu un espace expérimental exclusivement réservé à l'art contemporain. Et il a été imité dans le Beijing Today Art Museum (2002) dans le district de Chaoyang. Puis ce fut la Square Gallery of Contemporary Art, à Nanjing en 2005, et en 2007, toujours à Pékin, Ullens Center for Contemporary Art et le Three Shadows Photo Art Center. Le lieu branché qui regroupe des ateliers d'artistes et les plus grandes galeries internationales et chinoises à Pékin se trouve dans « l'Espace 798 » (district de Chaoyang), un vaste complexe d'usines de production d'armement dans les années 1950 réhabilité dans les années 2000. Dans un tel contexte il semble évident que l'art contemporain chinois a été intégré aux courants culturels dominants. Ce qui permet aussi aux artistes de réaliser régulièrement des actes artistiques qui engagent la réflexion autant que la sensibilité ou d'utiliser leur notoriété pour s'exprimer sur des questions de société, comme le font leurs homologues ailleurs dans le monde, pour faire avancer la société chinoise actuelle, et faire éventuellement réagir le pouvoir. L'exemple de Ai Weiwei était d'actualité en 2011.

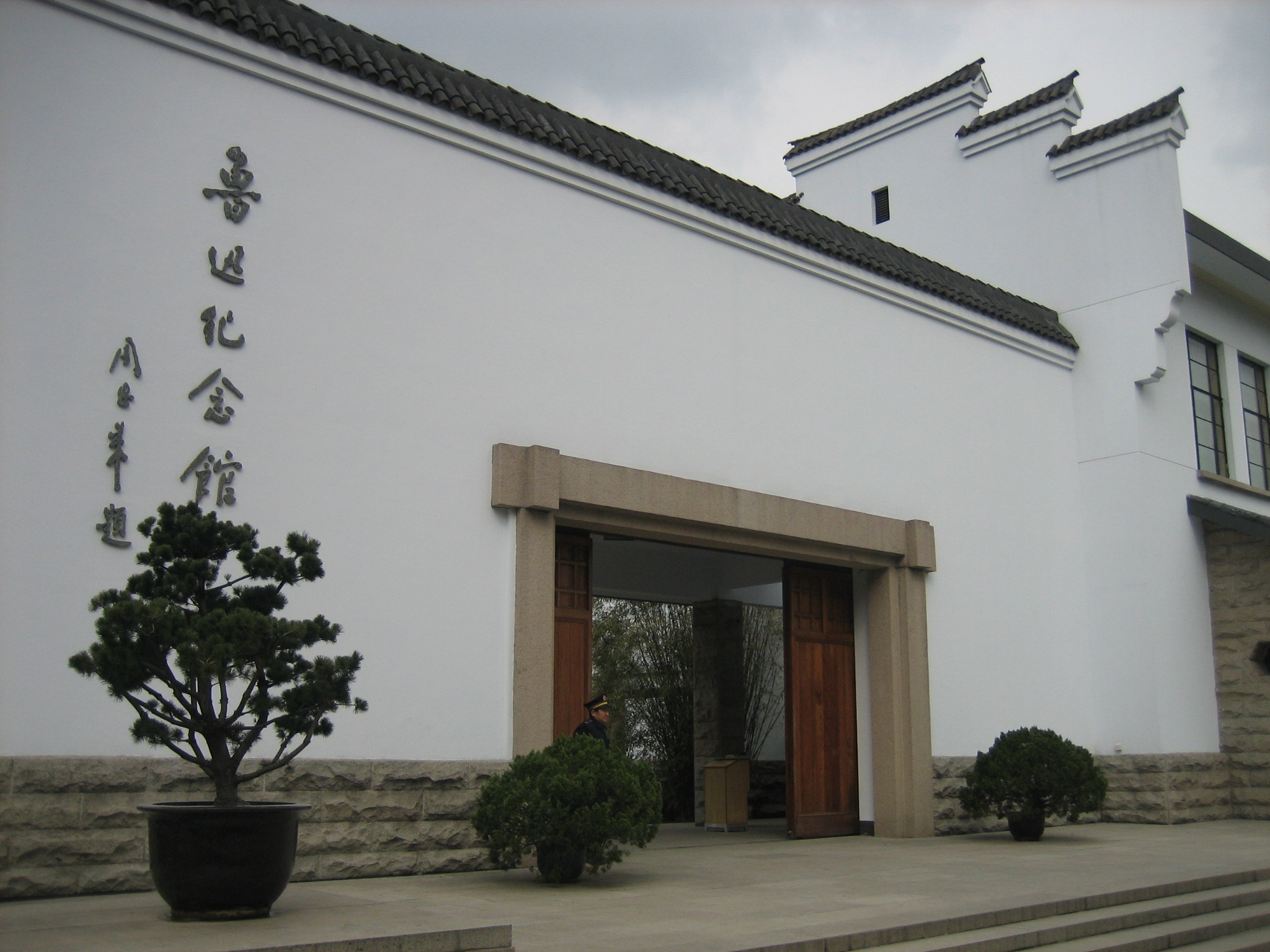
Le musée Lu Xun (1880-1936) à Shanghai. Création 1956, restauration et agrandissement 1998-2003. Gravure sur bois moderne.
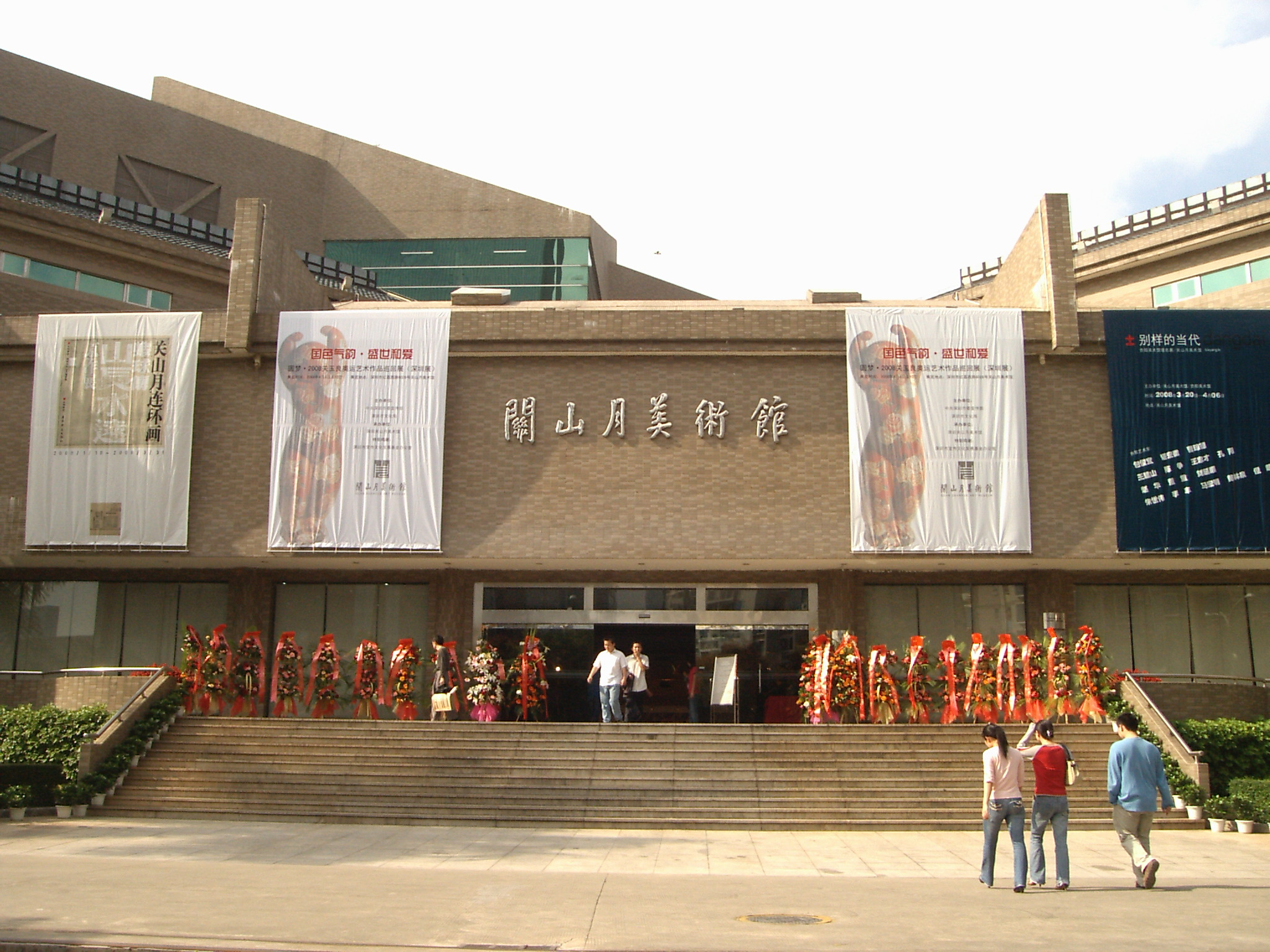
Le Guan Shanyue Art Museum est le plus grand musée d'art moderne et contemporain de Shenzhen (ouverture : 1997, remise à neuf :2007).
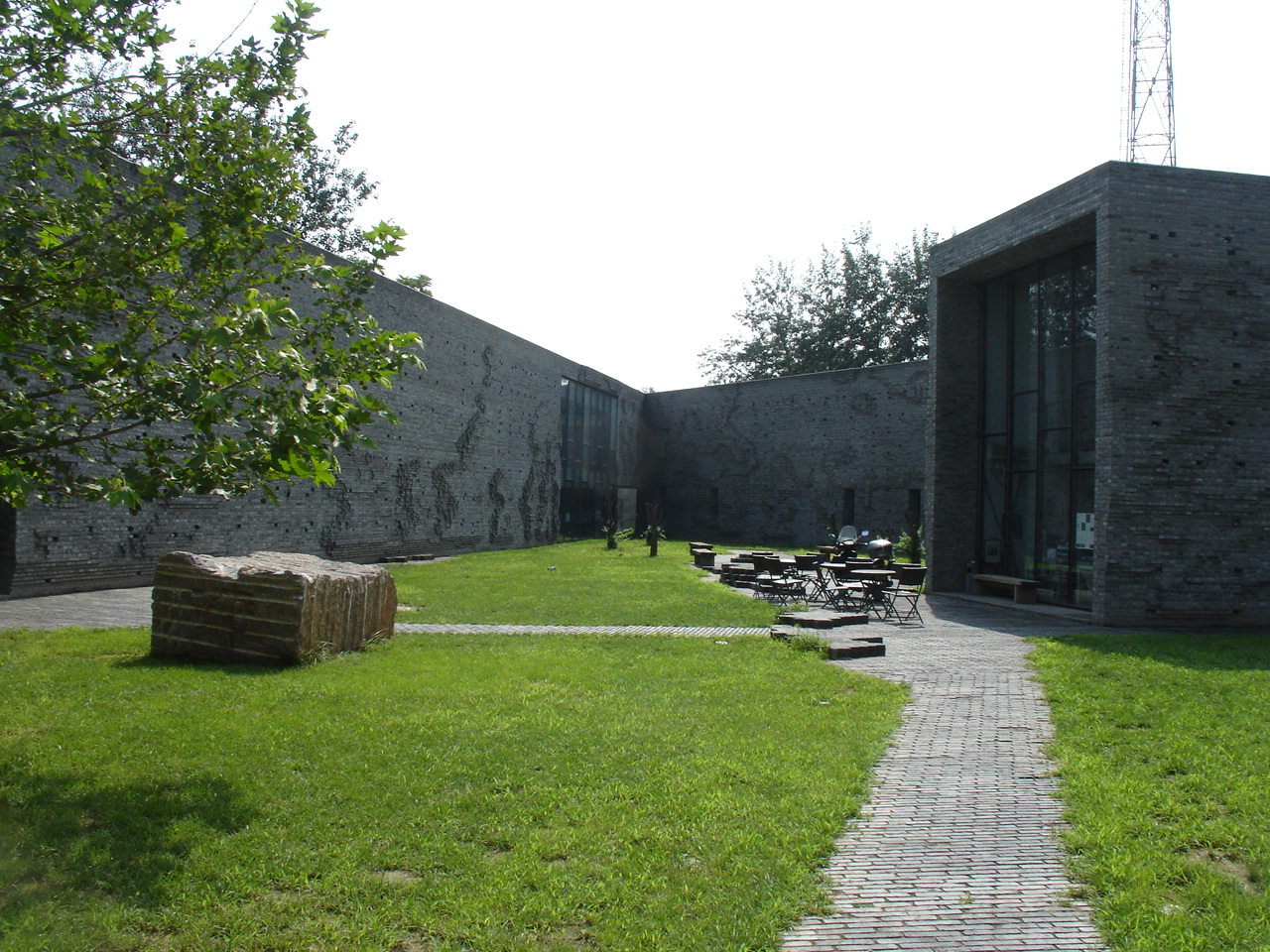
Le Three Shadows Photography Art Centre (en) à Caochangdi, Beijing, a été fondé en 2007 par les artistes photographes Rong Rong (Rép. Pop. de Chine) et inri (Japon).
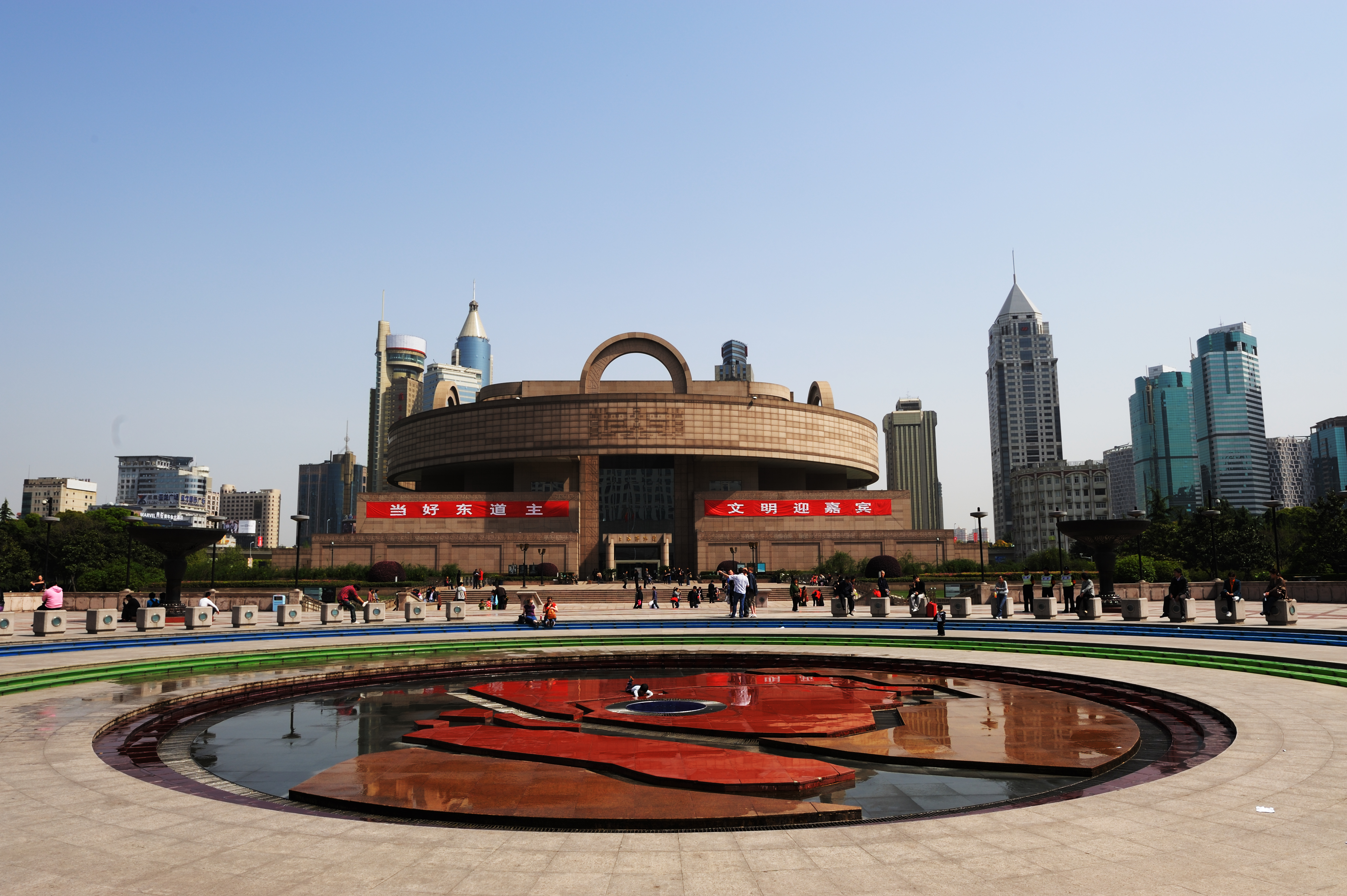
Le Musée National de Shanghai, place du Peuple. Ouvert en 1996, l'un des plus beaux de Chine. Inspiré de la forme du chaudron ding, en bronze. Le puits central réservé à la circulation permet de desservir les salles disposées autour.
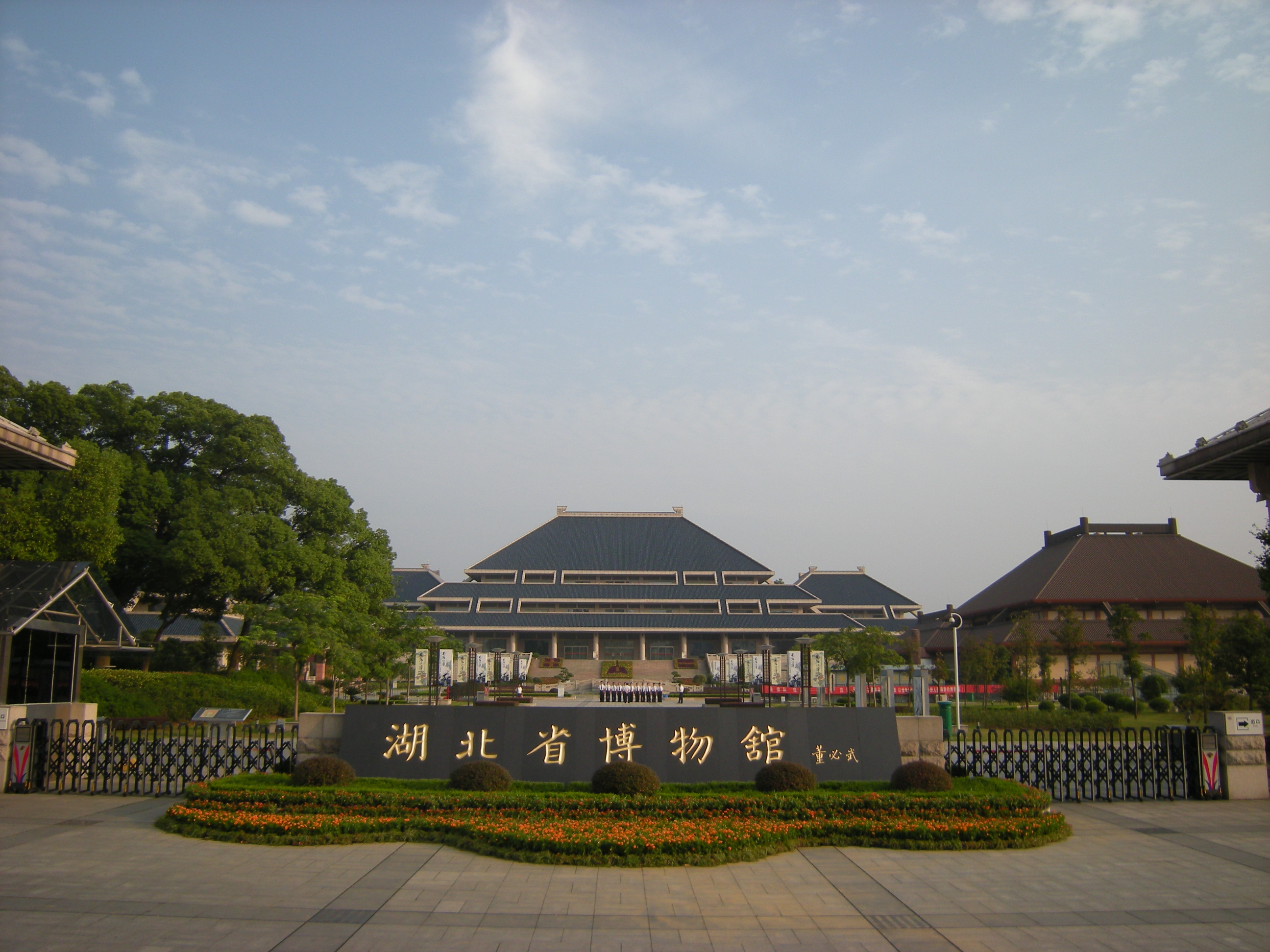
Le Hubei Provincial Museum : un très grand musée d'art ancien, ouvert en 1960, de nombreux bâtiments nouveaux depuis 1999. Wuhan.
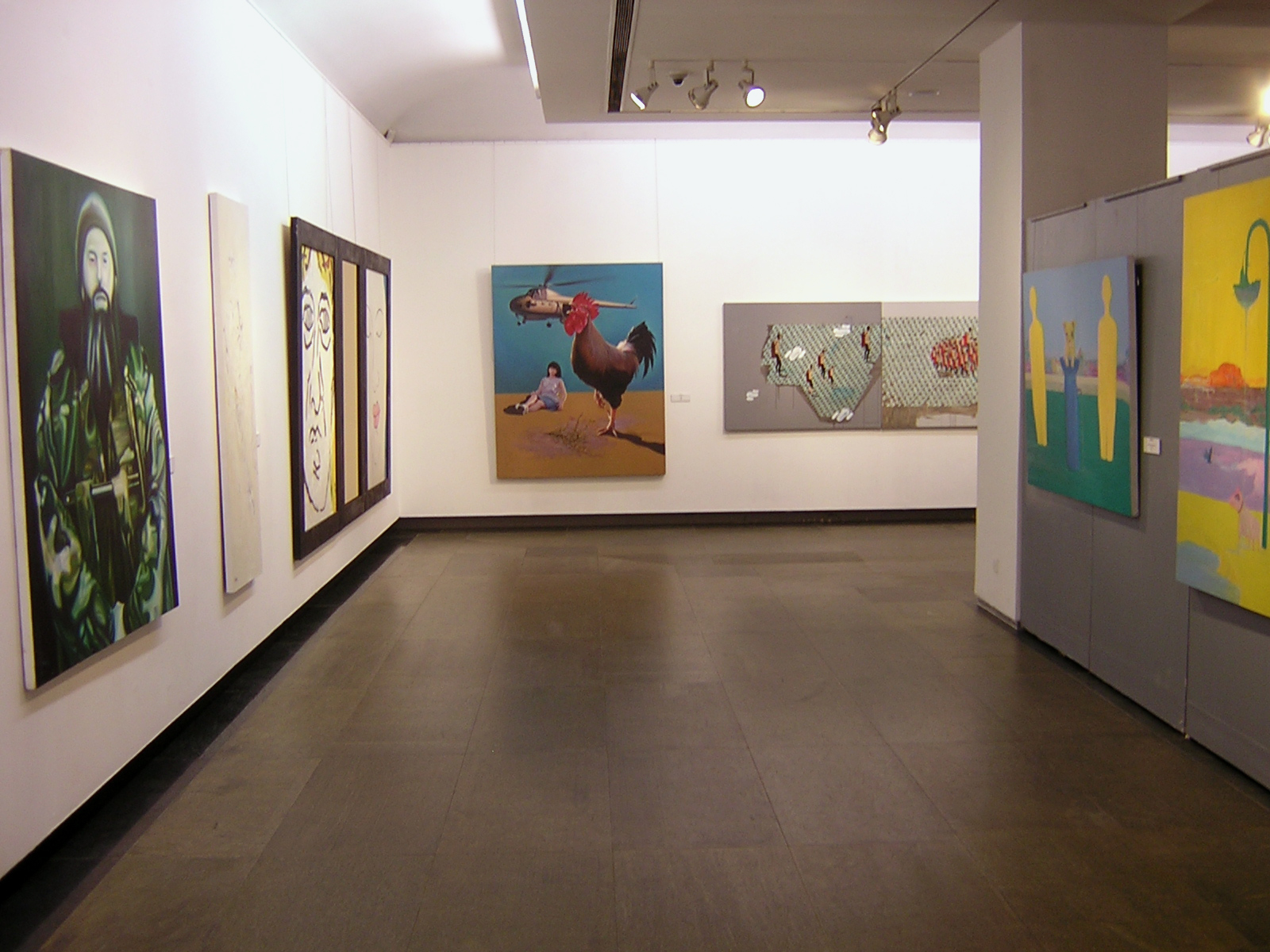
Une salle du Guangdong Museum of Art, en 2010. Er-sha Island, Guangzhou.
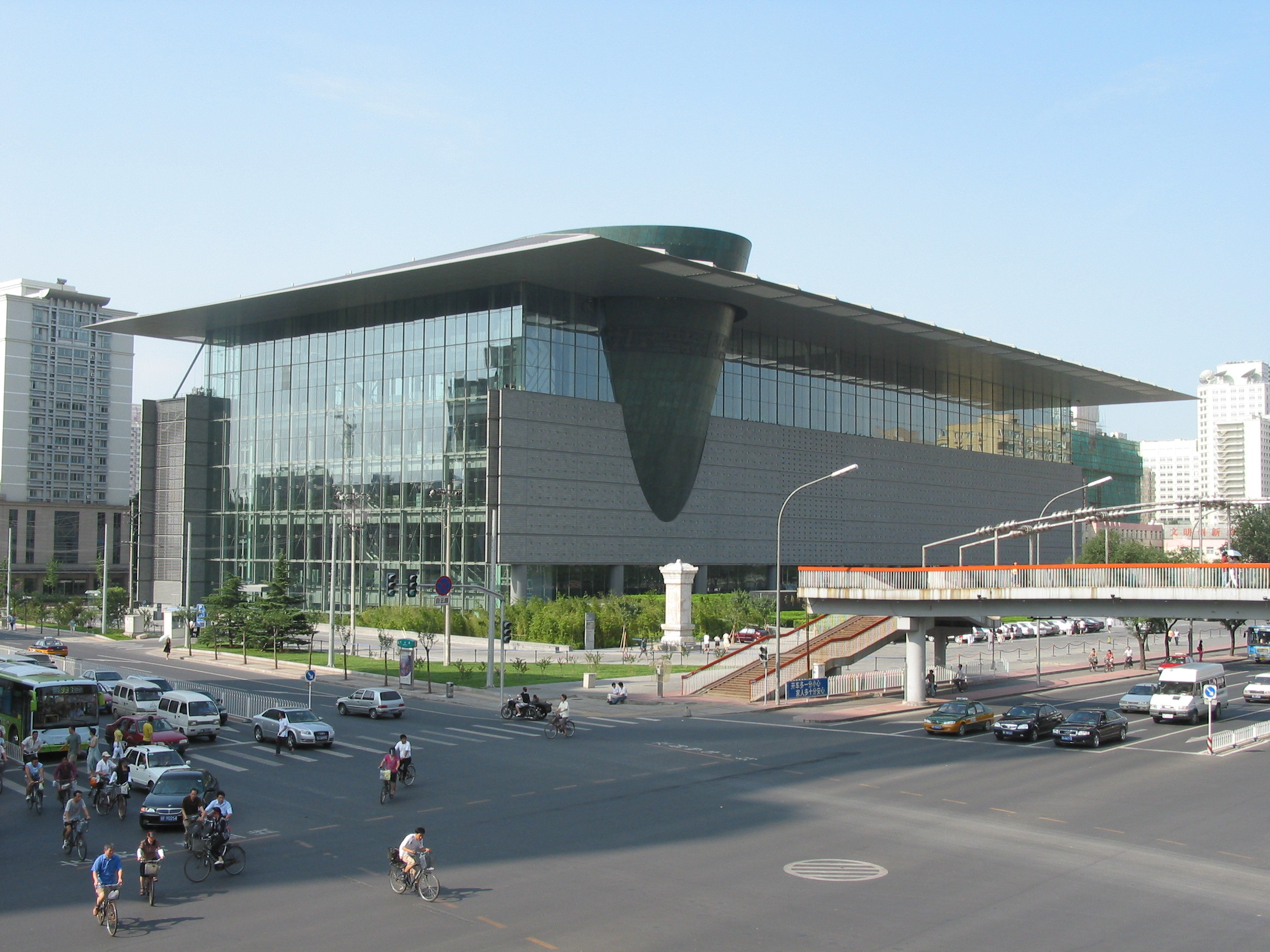
Musée de la capitale à Pékin. Architectes Jean-Marie Duthilleul et Cui Kai, 2005. Avec une superficie de 63 000 m2 il était en 2009 le plus grand musée d'histoire de l'art chinois du pays[18].
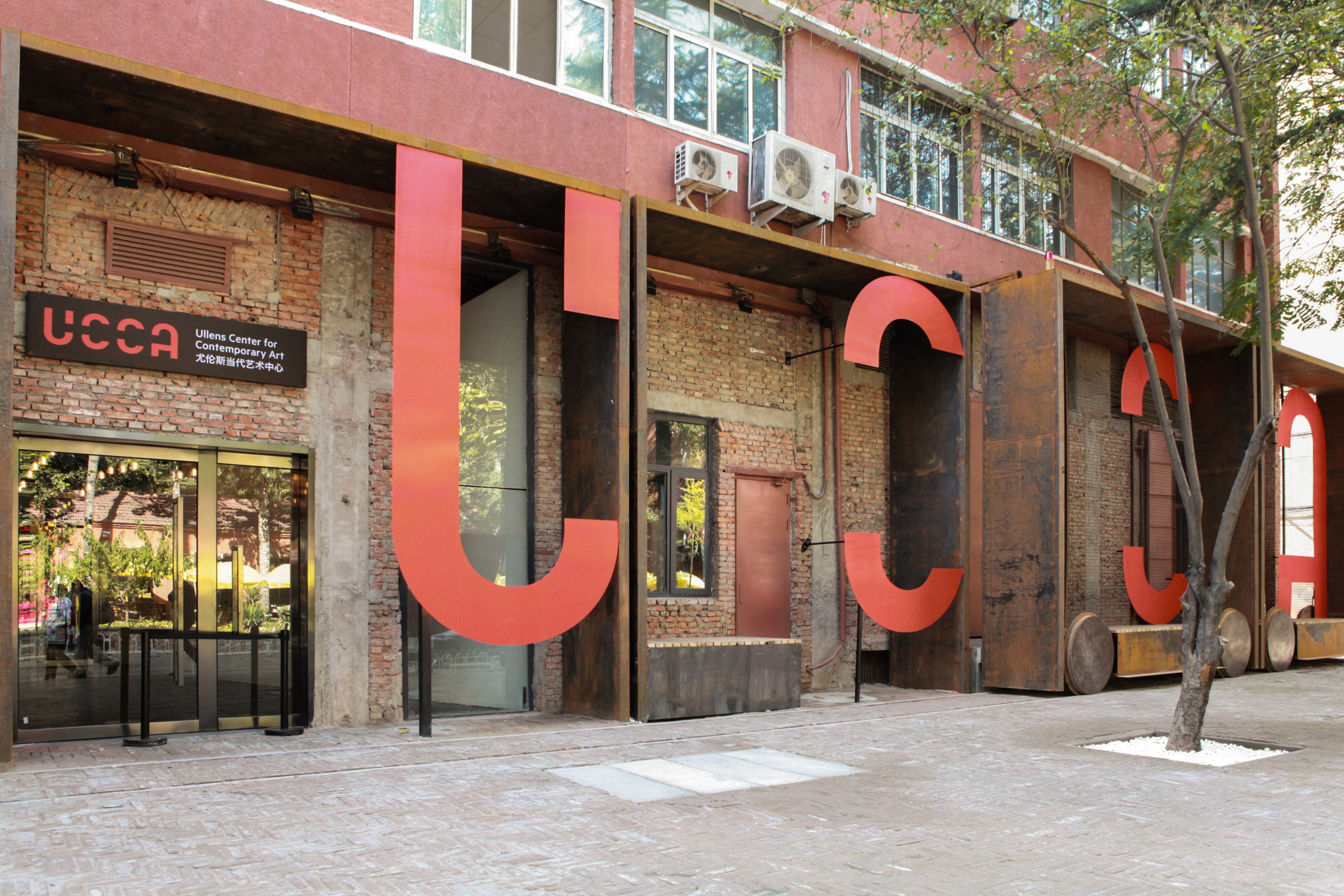
Ullens Centre for Contemporary Art : UCCA, Pékin, fondé en 2007

### Documentation
- Étude sociologique de la place des pays « périphériques » à « l’ère de la globalisation et du métissage », dans le monde de l'art contemporain
- Article traitant de la scène d'art contemporain taïwanaise, et de son histoire
- (en) Art Speak China.org. Des artistes, parmi les plus connus.
- (en) chinese-photography.net : a virtual exhibition of a private collection of chinese contemporary photographies
- (en) 88-Mocca: The Museum of Chinese Contemporary Art on the Web

## Liste d'artistes (arts visuels)
Pour éviter tout problème lié à des traductions successives la liste suivante comporte des indications en anglais, données par l'ouvrage de Wu Hung, avec leur traduction approximative, entre parenthèses.
Les liens en rouge donnent la possibilité d'accéder aux articles en anglais, dont Wikipedia.the free encyclopedia. Sinon à retrouver par le lien externe cité en annexe, ArtSpeak China.

### Les débuts de l'art contemporain (1979-1984)

#### Sculpture
- Wang Keping : groupe non officiel Stars Art (Les Étoiles)[19]

#### Peinture à l'huile
- groupe non officiel Stars Art (Les Étoiles)
  - Ma Desheng
  - Huang Rui
  - Qu'Leilei

#### Couleurs sur papier
- Wu Guanzhong (débat sur la beauté formelle)

### Nouvelles directions dans la peinture réaliste (1979-1984)

#### Illustration
- Chen Yiming / Liu Yulian / Li Bin : Maple (Érable), 1979

#### Peinture à l'huile
- groupe Scar Art (Cicatrice)
  - Cheng Conglin
  - He Duoling
  - Wang Chan
- groupe Native Soil Art (Terre Natale)
  - Luo Zhongli
  - Chen Danqing

### L'arrivée de l'avant-garde: la Nouvelle Vague (1985-1989)

#### Peinture à l'huile
- Zhang Peili
- Zhang Qun et Meng Luding
- Ye Yongqing
- Wang Guangyi
- Mao Xuhui
- Ding Fang
- Fang Lijun
- Liu Wei
- Yan Pei-Ming
- Hao Li

#### Premières installations
- Wenda Gu
- Xu Bing

### La peinture au début des années 1990

#### Political Pop Art
- Liu Xiaodong
- Wei Guangqing
- Wang Guangyi

#### Réalisme cynique ou au second degré
- Zeng Fanzhi
- Zhang Xiaogang
- Yue Minjun
- Feng Zhengjie (ou Feng Zeng-Jie) (1968-)

#### Nouveau-réalisme chinois
- Liu Xiaodong
- Yu Hong

### La peinture abstraite au début des années 1990
- Zhou Chenya
- Feng Xiao-Min

### La photographie au début des années 1990
- Rong Rong (photo créative)
- Hai Bo (portrait monumental)
- Zhang Dali (photo documentaire artistique)

### L'art vidéo, conceptuel, au début des années 1990
- Zhang Peili
- Wu Meishun
- Qiu Zhijie

### La peinture à l'encre expérimentale 1990 - 2014

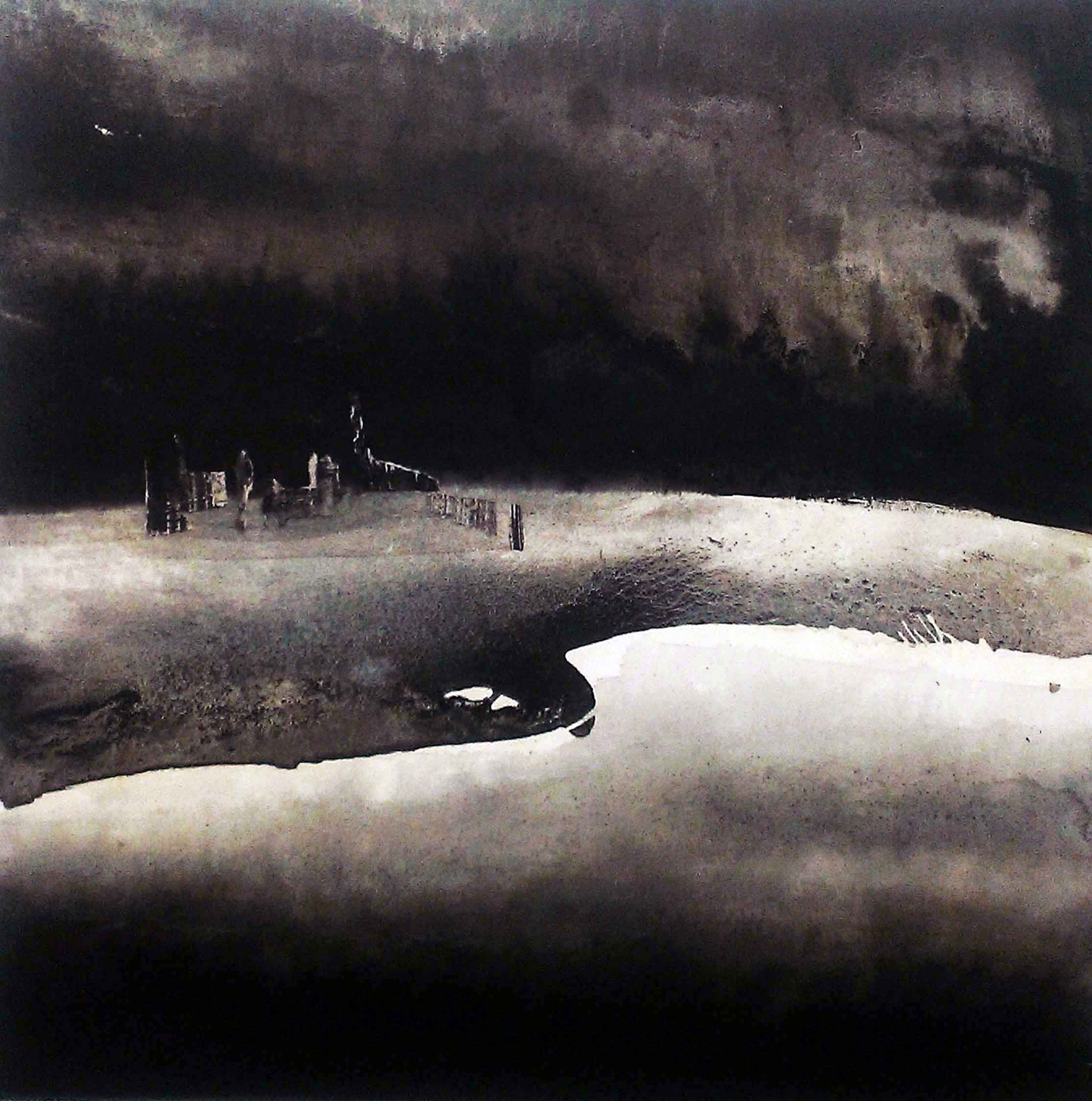
Li Chevalier / Encre expérimentale sur toile, Ciel de Pékin, 150x150cm (11/09/2014)

- Zhang Yu
- Li Chevalier (Shi Lan en chinois)
- Tan Ping
- Qing Feng
- Lan Zheng Hui
- Chao Ge
- Qing Feng

### Les installations au début des années 1990
- Wenda Gu
- Xu Bing A Book From the Sky 1987-1991. Titre original A Mirror to Analyse the World - Fin de Siècle Book. Rouleaux de textes suspendus au plafond et posés au sol. Les caractères ayant été gravés sur bois.
- Xu Tan
- Chen Zhen
- Wang Du

### Les performances

#### Usage du corps de l'artiste au début des années 1990
- Zhang Huan
- Ma Liuming

#### Usage de corps humains ou animaux à la fin des années 1990
- Sun Yuan
- Wang Gongxin

### La photographie dans les années 2000-2010
- Xu Zhen
- Wang Wei
- Hong Lei
- Gu Dexin
- Yang Fudong
- Yang Yong
- Rong Rong
- Hong Hao, Selected Scriptures, Page 331, The Strategic Defense Order, 1995. Screenprint
- Cao Fei (art numérique-photo numérique)

### Les installations et performances dans les années 2000-2010

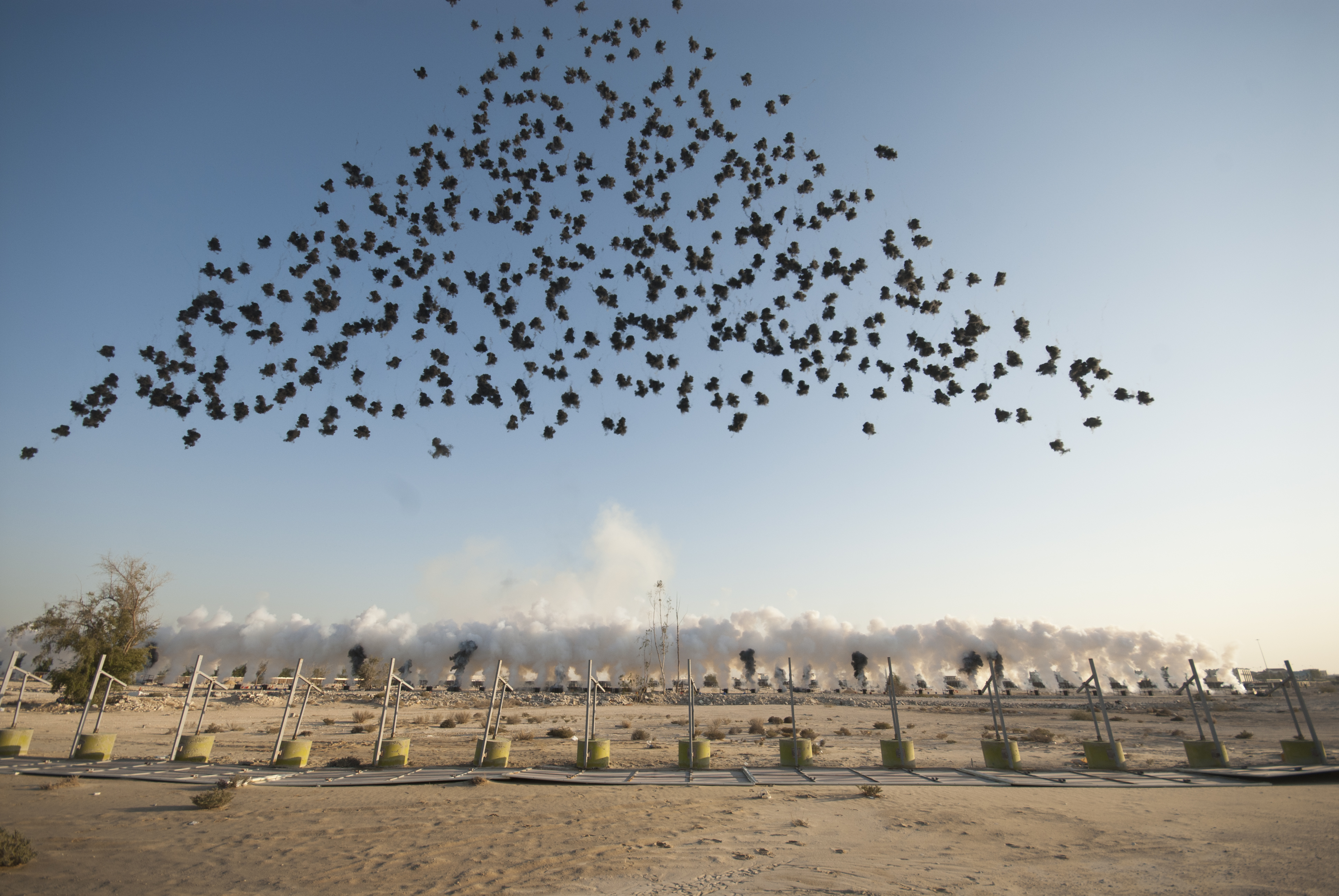
« Triangle » par Cai Guo-Qiang à Doha, Qatar, 5 décembre 2011.

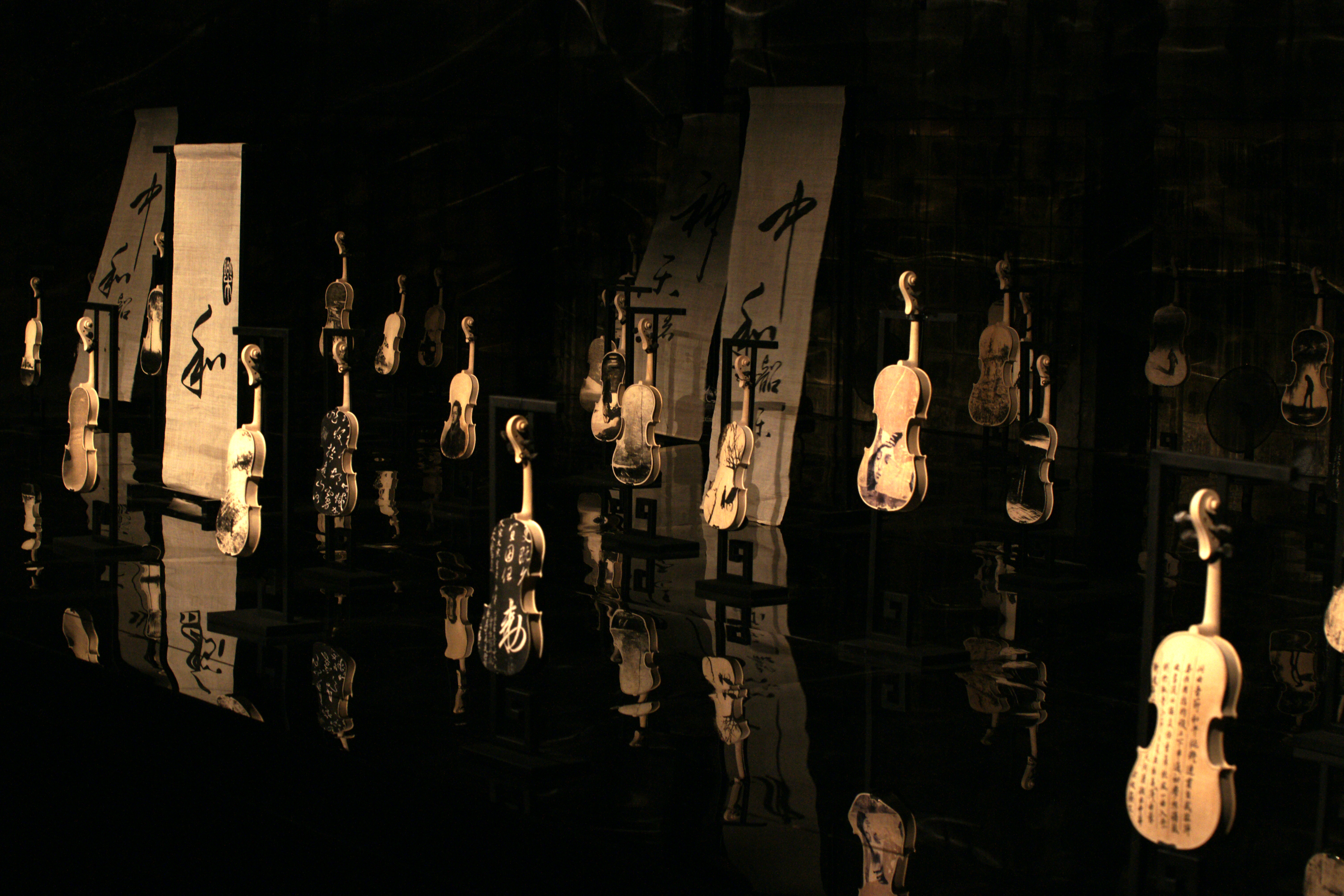
Li Chevalier. Cantabile per archi, 2014. Installation monumentale.

- Chen Zhen, Jue Chang. Fifty Strokes to Each (Jue Chang. Cinquante coups chacun) 1998, Tel Aviv : Lits, matraques diverses, visiteurs. 1999, Venise : Lits, instruments à percussion, moines tibétains.
- Wang Du
- Cai Guo-Qiang, Bringing to Venise What Marco Polo Forgot, divers produits chinois (bateau, ginseng, porcelaine…) ainsi que des œuvres de C G-Q prises comme composants: Acupuncture for Venice. 1995. Water, Wood, Gold, Fire, Earth
- Li Chevalier. En 2013, installation monumentale composée d’instruments à cordes à l’état brut ou fini, ornés d'encre et de calligraphies.
- Gu Wenda, Forest of Stone Steles - A Retranslation and Rewriting of Tang Poetry, 1993-2005[20]
- Zhou Xiaohu, (vidéo installations et performances interactives)
- Zhu Yu
- Wang Jianwei, en particulier Time Temple, 2004[21]
- Wang Gongxin (multimédia)
- Xu Bing
- Ai Weiwei, Sunflower Seeds, 2010. Des millions de « graines » en céramique de Jingdezhen. Œuvre exposée à la New Tate, 2010-2011[22]
- Liu Dao

## Censure, pressions et auto-censure
Le rapport de l'IRSEM-Institut de Recherche Stratégique de l'Ecole Militaire intitulé « Les opérations d'influence chinoise : un moment machiavélien » et publié en 2021 souligne les nombreux procédés employés par les autorités chinoise, plus exactement par le Parti communiste chinois, à l'encontre de tout ce qui ne valorise pas l'image de la Chine communiste actuelle, et en particulier auprès des acteurs de la culture au sens large. Cela concerne évidemment le cinéma, les jeux vidéo et la musique populaire mais aussi tous les acteurs du domaine culturel. Ainsi certains films se sont vus modifiés pour ne pas déplaire à Pékin. Pour prendre un exemple qui concerne l'artiste Ai Weiwei, figure notoire de l'opposition en Chine, celui-ci a vu sa participation tout simplement coupée dans le film collectif Berlin, I Love You (2019) - une compilation de dix courts métrages à laquelle il devait participer.
« Au fil du temps, les scénaristes et créateurs ne conçoivent même pas d’idées, d’histoires ou de personnages qui enfreindraient les règles [fixées par Pékin], car cela ne servirait à rien [...] Cela signifie que la censure est plus remarquable non pas pour sa présence, mais pour l’absence qu’elle crée : l’absence de films, d’histoires, de personnages et d’intrigues qui, sans le pouvoir du censeur, auraient existé – ou existé sous une forme différente. »